# Giải Manga Kōdansha
Giải Manga Kōdansha (講談社漫画賞 (Giảng Đàm Xã mạn họa thưởng) Kōdansha Manga Shō) là một giải thưởng thường niên dành cho những loạt manga ra mắt trong năm trước đó, được tổ chức và tài trợ bởi nhà xuất bản Kōdansha. Hiện nay giải được trao tặng theo bốn hạng mục: thiếu nhi, shōnen, shōjo, và giải chung. Được khởi xướng từ năm 1977, ban đầu giải này chỉ trao cho hai hạng mục là shōnen và shōjo. Tác phẩm đầu tiên trong hạng mục giải chung được vinh danh vào năm 1982, và các tác phẩm được vinh danh trong hạng mục thiếu nhi bắt đầu từ năm 2003.

## Tác phẩm đoạt giải
| Năm  | Thiếu nhi                                                           | Shōnen                                                                            | Shōjo                                                                                     | Giải chung |
| ---- | ------------------------------------------------------------------- | --------------------------------------------------------------------------------- | ----------------------------------------------------------------------------------------- | --- |
| 1977 | Không có                                                            | Black Jack, Tezuka Osamu Mitsume ga Tōru, Tezuka Osamu (đồng giải)                | Haikara-san ga Tōru, Yamato Waki Candy Candy, Mizuki Kyoko và Igarashi Yumiko (đồng giải) | Không có |
| 1978 | Không có                                                            | Football Taka, Kawasaki Noboru                                                    | Seito Shokun!, Shōji Yōko                                                                 | Không có |
| 1979 | Không có                                                            | Tonda Couple, Yanagisawa Kimio                                                    | Wata no Kuni Hoshi, Ōshima Yumiko                                                         | Không có |
| 1980 | Không có                                                            | Susa-no-O, Nagai Gō                                                               | Remon Hakusho, Yoshida Mayumi                                                             | Không có |
| 1981 | Không có                                                            | 1, 2 no Sanshirō, Kobayashi Makoto                                                | Ohayō! Spank, Yukimuro Shun'ichi và Takanashi Shizue                                      | Không có |
| 1982 | Không có                                                            | Gakuto Retsuden, Murakami Motoka                                                  | Yōkihi-den, Miuchi Suzue                                                                  | Karyūdo no Seiza, Satonaka Machiko                                                                             |
| 1983 | Không có                                                            | The Kabocha Wine, Miura Mitsuru                                                   | Hi Izuru Tokoro no Tenshi, Yamagishi Ryoko                                                | P.S. Genki Desu, Shunpei, Saimon Fumi                                                                          |
| 1984 | Không có                                                            | Bats & Terry, Ōshima Yasuichi                                                     | Lady Love, Ono Hiromu                                                                     | Akira, Otomo Katsuhiro                                                                                         |
| 1985 | Không có                                                            | Bari Bari Densetsu, Shigeno Shuichi                                               | Mahiro Taiken, Nishi Naomi                                                                | Okashina Futari, Yamasaki Jūzō và Sadayasu Kei                                                                 |
| 1986 | Không có                                                            | Kotaro Makaritoru, Hiruta Tatsuya                                                 | Yūkan Club, Ichijō Yukari                                                                 | Adolf, Tezuka Osamu Howattsu Maikeru, Kobayashi Makoto (đồng giải)                                             |
| 1987 | Không có                                                            | Tekken Chinmi, Maekawa Takeshi                                                    | Nana Iro Majikku, Asagiri Yū                                                              | Actor, Kawaguchi Kaiji                                                                                         |
| 1988 | Không có                                                            | Mister Ajikko, Terasawa Daisuke                                                   | Junjō Crazy Fruits, Matsunae Akemi                                                        | Bonobono, Igarashi Mikio Be-Bop High School, Kiuchi Kazuhiro                                                   |
| 1989 | Không có                                                            | Meimon! Daisan Yakyūbu, Mutsu Toshiyuki                                           | Chibi Maruko-chan, Sakura Momoko Shiratori Reiko de Gozaimasu!, Suzuki Yumiko (đồng giải) | Komikku Shōwa-Shi, Mizuki Shigeru                                                                              |
| 1990 | Không có                                                            | Shura no Mon, Kawahara Masatoshi                                                  | Pride, Marimura Naka                                                                      | Chinmoku no Kantai, Kawaguchi Kaiji Gorillaman, Harold Sakuishi (đồng giải)                                    |
| 1991 | Không có                                                            | Hajime no Ippo, George Morikawa                                                   | Eien no Nohara, Ōsaka Mieko                                                               | Kachō Kōsaku Shima, Hirokane Kenshi Waru, Fukami Jun (đồng giải)                                               |
| 1992 | Không có                                                            | Kaze Hikaru ~Koshien~, Kawa Sanbachi và Nami Tarō                                 | Uchi no Mama ga iu Koto ni wa, Iwadate Mariko                                             | Naniwa Kin'yūdō, Aoki Yūji                                                                                     |
| 1993 | Không có                                                            | 3x3 Eyes, Takada Yuzo                                                             | Sailor Moon, Takeuchi Naoko                                                               | Kiseijū, Iwaaki Hitoshi                                                                                        |
| 1994 | Không có                                                            | Aoki Densetsu Shoot!, Ōshima Tsukasa                                              | Kimi no Te ga Sasayaite iru, Karube Junko                                                 | Tetsujin Ganma, Yamamoto Yasuhito                                                                              |
| 1995 | Không có                                                            | Kindaichi Shōnen no Jikenbo, Kanari Yōsaburō và Sato Fumiya                       | Sekai de Ichiban Yasashii Ongaku, Ozawa Mari                                              | Hanada Shōnen-shi, Isshiki Makoto                                                                              |
| 1996 | Không có                                                            | Shōta no Sushi, Terasawa Daisuke                                                  | Tennen Kokekkō, Kuramochi Fusako                                                          | Ike! Inachū Takkyū-bu, Furuya Minoru                                                                           |
| 1997 | Không có                                                            | Ryūrōden, Yamahara Yoshito                                                        | Yakumo Tatsu, Itsuki Natsumi                                                              | Dragon Head, Mochizuki Minetaro                                                                                |
| 1998 | Không có                                                            | GTO, Fujisawa Tooru                                                               | Kodocha, Obana Miho                                                                       | Tobaku Mokushiroku Kaiji, Fukumoto Nobuyuki Sōten Kōro, King Gonta (đồng giải)                                 |
| 1999 | Không có                                                            | Chameleon, Kase Atsushi                                                           | Peach Girl, Ueda Miwa                                                                     | Wangan Midnight, Kusunoki Michiharu                                                                            |
| 2000 | Không có                                                            | Shōbushi Densetsu Tetsuya, Sai Fūmei và Hoshino Yasushi                           | Guru Guru Pon-chan, Ikezawa Satomi                                                        | Vagabond, Inoue Takehiko                                                                                       |
| 2001 | Không có                                                            | Love Hina, Akamatsu Ken                                                           | Fruits Basket, Takaya Natsuki                                                             | Nijūseiki Shōnen, Urasawa Naoki                                                                                |
| 2002 | Không có                                                            | Sakigake!! Cromartie Kōkō, Nonaka Eiji Beck, Harold Sakuishi (đồng giải)          | Seiyō Kottō Yōgashiten, Yoshinaga Fumi                                                    | Zipang, Kawaguchi Kaiji                                                                                        |
| 2003 | Mirmo!, Shinozuka Hiromu                                            | Kunimitsu no Matsuri, Andō Yūma và Asaki Masashi                                  | Hachimitsu to Clover, Umino Chika Kimi wa Pet, Ogawa Yayoi (đồng giải)                    | Tensai Yanagisawa Kyōju no Seikatsu, Yamashita Kazumi                                                          |
| 2004 | Ultra Ninpōchō, Midō Kazuhiko                                       | Shana Ō Yoshitsune, Sawada Hirofumi                                               | Nodame Cantabile, Ninomiya Tomoko                                                         | Basilisk ~Kōga Kōga Ninpō Chō~, Segawa Masaki                                                                  |
| 2005 | Sugar Sugar Rune, Anno Moyoco                                       | Capeta, Soda Masahito                                                             | Oi Pītan!!, Itō Risa Koibumi Biyori, George Asakura (đồng giải)                           | Dragon Zakura, Norifusa Mita                                                                                   |
| 2006 | Kitchen no Ohime-sama, Kobayashi Miyuki và Andō Natsumi             | Air Gear, Oh! Great                                                               | Life, Suenobu Keiko                                                                       | Mushishi, Urushibara Yuki                                                                                      |
| 2007 | Tenshi no Frypan, Ogawa Etsushi                                     | Sayonara Zetsubō Sensei, Kumeta Kōji Dear Boys, Yagami Hiroki (đồng giải)         | IS Otoko Demo Onna Demo Nai Sei, Rokuhana Chiyo                                           | Ōkiku Furikabutte, Higuchi Asa                                                                                 |
| 2008 | Shugo Chara!, PEACH-PIT                                             | Saikyō! Toritsu Aoizaka Kōkō Yakyūbu, Tanaka Motoyuki                             | Kimi ni Todoke, Shiina Karuho                                                             | Moyashimon, Ishikawa Masayuki                                                                                  |
| 2009 | Meitantei Yumemizu Kiyoshirō Jiken Note, Hayamine Kaoru và Enue Kei | Q.E.D., Katou Motohiro Fairy Tail, Mashima Hiro (đồng giải)                       | Kiyoku Yawaku, Ikuemi Ryo                                                                 | Aa! Megami-sama, Fujishima Kōsuke                                                                              |
| 2010 | Inazuma Eleven, Yabuno Ten'ya                                       | Daiya no A, Terajima Yūji                                                         | Kuragehime, Higashimura Akiko                                                             | Giant Killing, Tsunamoto Masaya và Tsujitomo                                                                   |
| 2011 | Honto Ni Atta! Reibai Sensei, Matsumoto Hidekichi                   | Shingeki no Kyojin, Isayama Hajime                                                | Chihayafuru, Suetsugu Yuki                                                                | Sangatsu no Lion, Umino Chica Uchū Kyōdai, Koyama Chūya (đồng giải)                                            |
| 2012 | Watashi ni xx Shinasai!, Toyama Ema                                 | Mashiro no Oto, Ragawa Marimo                                                     | Shitsuren Chocolatier, Mizushiro Setona                                                   | Vinland Saga, Yukimura Makoto                                                                                  |
| 2013 | Dōbutsu no Kuni, Raiku Makoto                                       | Shigatsu wa Kimi no Uso, Arakawa Naoshi                                           | Ore Monogatari!!, Kawahara Kazune và Aruko                                                | Gurazeni, Moritaka Yūji và Adachi Keiji Prison School, Hiramoto Akira (đồng giải)                              |
| 2014 | Yo-Kai Watch, Konishi Noriyuki                                      | Baby Steps, Katsuki Hikaru                                                        | Taiyō no Ie, Ta'amo                                                                       | Showa Genroku Rakugo Shinchū, Kumota Haruko                                                                    |
| 2015 | Không có                                                            | Nanatsu no Taizai, Suzuki Nakaba Yowamushi Pedal, Watanabe Wataru (đồng giải)     | Nigeru wa Haji da ga Yaku ni Tatsu, Umino Tsunami                                         | Sidonia no Kishi, Nihei Tsutomu                                                                                |
| 2016 | Không có                                                            | Days, Tsuyoshi Yasuda                                                             | Watashi ga Motete Dōsunda, Junko                                                          | Kōnodori, Suzunoki Yū                                                                                          |
| 2017 | Không có                                                            | Shōkoku no Arutairu, Katō Kotono                                                  | P to JK, Miyoshi Maki                                                                     | The Fable, Minami Katsuhisa                                                                                    |
| 2018 | Không có                                                            | BEASTARS, Itagaki Paru                                                            | Tōmei na Yurikago, Okita Bakka                                                            | Sanju Mariko, Ozawa Yuki Furajairu Byōrii Kishi Keiichirō no Shoken, Megumi Saburō và Kusamizu Bin (đồng giải) |
| 2019 | Không có                                                            | Gotōbun no Hanayome, Haruba Negi Gửi em, người bất tử, Ōima Yoshitoki (đồng giải) | Perfect World, Aruga Rie                                                                  | Kinō Nani Tabeta?, Yoshinaga Fumi                                                                              |
| 2020 | Không có                                                            | Tokyo Revengers, Wakui Ken                                                        | Boku to Kimi no Taisetsu na Hanashi, Robico                                               | Blue Period, Yamaguchi Tsubasa                                                                                 |
| 2021 | Không có                                                            | Blue Lock, Kaneshiro Muneyuki và Nomura Yūsuke                                    | Hananoi-kun to Koi no Yamai, Morino Megumi                                                | Yuria-sensei no Akai Ito, Irie Kiwa                                                                            |